# ツカエイ
ツカエイ(学名：Pastinachus ater)は アカエイ科のエイの一種。インド太平洋に広く分布し、時折淡水域に入る。アカエイ属(Dasyatis)、Hypolophus属(Pastinachusの廃止されたシノニム)とされることもある。最も顕著な特徴は尾の大きな旗のような皮褶であり、特に遊泳時に目立つ。良質の鮫皮の原料として漁獲されているため、個体数は減少している。

## 分布
インド太平洋熱帯域の広範囲に分布し、南アフリカ・紅海・日本・オーストラリア・メラネシア・ミクロネシアなどで見られる。両側回遊性でエスチュアリーや河川にも入る。東南アジアの河川では一般的で、ガンジス川の河口から2,200kmの場所で記録されたこともある。60m以浅の沿岸の砂地やサンゴ礁に生息する。

## 形態

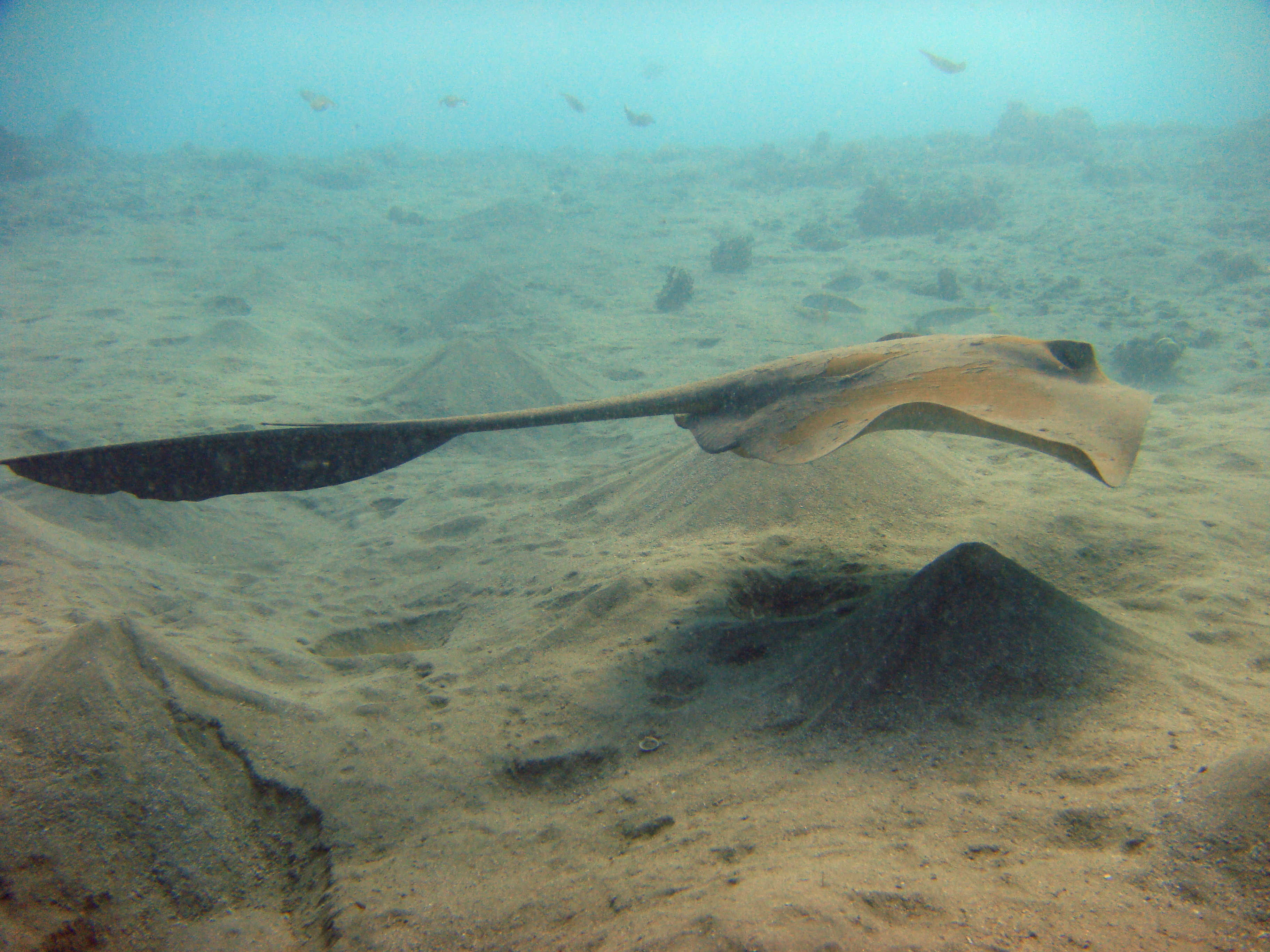
尾の皮褶が目立つ

体盤は非常に厚い。端は丸く、後縁はほぼ真っ直ぐで長さは幅の1.1-1.3倍。吻は丸くて短い。眼はとても小さく、間隔は広い。口は小さく歯列は20、歯は六角形で高く隆起し、口底には5つの乳頭突起がある。尾の基部は太く先端は糸状。腹鰭のかなり後方に1本の毒棘がある。尾の上部に皮褶はないが、下部には尾径の2-3倍に達する皮褶があり、先端より手前で終わる。
体盤表面は広い帯状の細かい皮歯で覆われ、吻端近くから尾の上面に及ぶが、体盤縁は覆わない。仔魚の皮膚は滑らかだが、急速に皮歯が形成される。幼魚の体盤中心には4つの丸い隆起があり、成魚と区別できる。体色は一様な灰茶色で背面は暗色、腹面はほとんど白。尾の皮褶と先端は黒。体長3m・体幅1.8m・体重250kgに達する。

## 生態

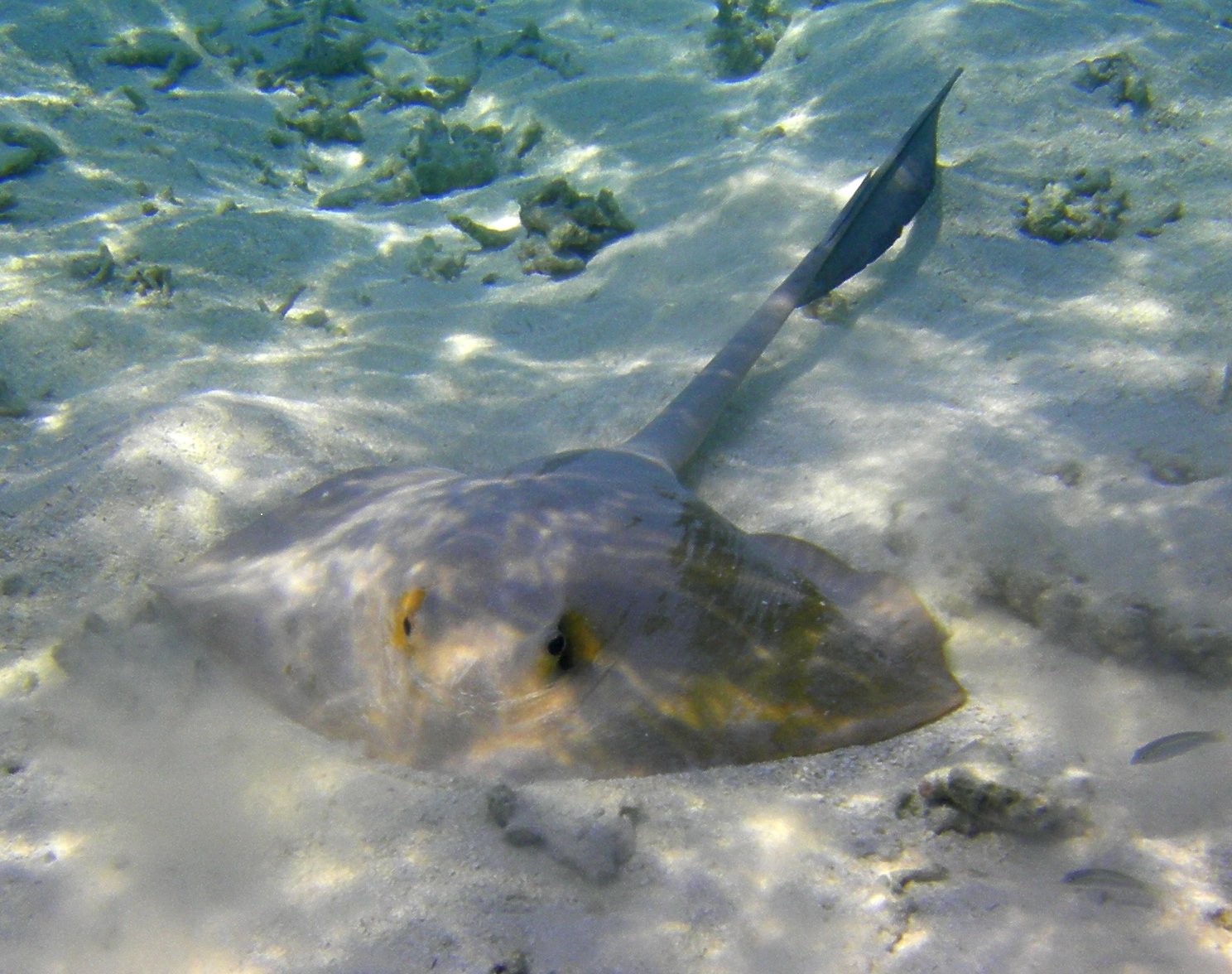
砂地のツカエイ

単独で摂餌し、餌は魚類・(ヒイラギ・イトヨリダイ(Nemipterus属)・ウシノシタなど)・甲殻類・多毛類・ホシムシ・貝類など。シュモクザメ・メジロザメ・ハンドウイルカ(Tursiops aduncus)などに捕食される。危険が迫ったときは、距離をとりつつ捕食者を視野に入れておくために45°の角度を保って逃げる。
無胎盤性胎生で後期の胚は組織栄養(子宮乳)で育つ。仔魚は体幅18cm以上。生後1年のマラッカ海峡産個体によると、稚魚の吻は成魚より尖る。成魚はコバンザメやアジを伴うことがある。Dendromonocotyle ardea ・Decacotyle tetrakordyle ・Pterobdella amaraなどの寄生虫が知られる。
シャーク湾での観察によると、満潮時には浅い砂地で4時間以上休息する。このとき、特に水の濁度が高く視界が悪い時には小さい群れを作る。この群れは通常3個体(滅多にないが最大で9個体)が頭を中心に環状に並び、どの方向から来る外敵にも反応することができる。また、重要度の低い尾を外側に向けることで、触覚により危険を察知することもできる。この群れは協調して逃げ、捕食者の注意が1個体に向かうことを妨げる。また、ヒョウモンオトメエイ(Himantura uarnak)は尾が長く、外敵発見能力が高いため、ツカエイは好んで混群を作る。

## 人との関連

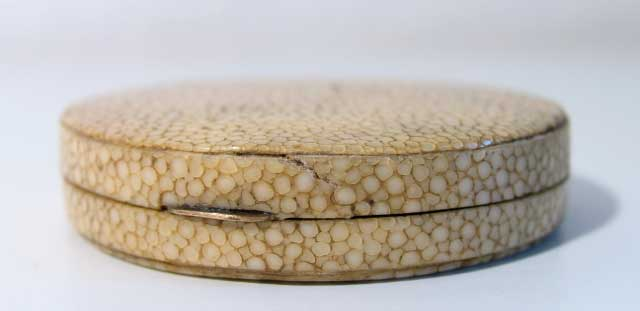
ガルーシャの箱

他のアカエイ類のように尾に毒棘を持つが、この種は尾が長く、体前端を超えて毒棘が届くため特に危険である。少数がトロール漁で混獲され食肉として流通する他、丈夫な皮は木材を磨くためにも使われる。鮫皮やガルーシャの主要原料であり、真珠のような表面を持つ大きな皮が取れるため古代から珍重されてきた。
1990年代から高級な財布やペンの原料として国際取引されるようになり、東南アジアで大量に漁獲されている。長命で繁殖力が低いため、無秩序な開発は種を危機に晒すと考えられる。